# Rea (fleuve)
Pour les articles homonymes, voir Rea.

Le fleuve Rea  (en anglais : Rea River) est un cours d’eau  de la région du Fiordland, dans l’Île du Sud de la Nouvelle-Zélande.

## Géographie
Il prend naissance à l’ouest du Lac Teardrop et s’écoule dans  Bradshaw Sound.